# Arachniodes walkerae
Arachniodes walkerae är en träjonväxtart som först beskrevs av William Jackson Hooker, och fick sitt nu gällande namn av Ren-Chang Ching. Arachniodes walkerae ingår i släktet Arachniodes och familjen Dryopteridaceae. Inga underarter finns listade.